# Пам'ятник Сталіну (Будапешт)
Пам'ятник Сталіну в Будапешті — центральний скульптурний твір столиці Угорщини до 1956. Автор — угорський скульптор Шандор Мікуш. Пам'ятник створений у класичний період соціалістичного реалізму.
Встановлений на проспекті Дожа Дьордь (угор. Dózsa György) у грудні 1951 «як подарунок угорського народу до сімдесятиріччя Йосипа Сталіна» (21 грудня 1949). 
Зруйнований 24 жовтня 1956 натовпом у дні Угорського повстання 1956 року.

## Історія
Пам'ятник споруджений на краю міського парку. Висота пам'ятника разом з п'єдесталом — 25 метрів. Бронзова статуя мала 8 метрів у висоту. Сталіна було зображено як оратора. Сторони п'єдесталу були прикрашені рельєфним зображенням, що символізує угорський народ, який вітав Сталіна. 
23 жовтня 1956 натовп повсталих угорців зруйнував статую, залишивши тільки його чоботи, в які поставлений угорський прапор. Бронзове зображення «Вождь, учитель і кращий друг угорського народу» було зідране з п'єдесталу. Після цього спорожнілий постамент реконструйований і довгий час використовувався як урядова трибуна при проведенні святкових маніфестацій і демонстрацій.
На початку 1990-х залишки постамента-трибуни були остаточно демонтовані.
У 2006 в парку скульптур епохи соціалізму в Будапешті (Memento Park) в зменшеному вигляді були відтворені цегляний постамент і нижня частина скульптури — чоботи Сталіна.

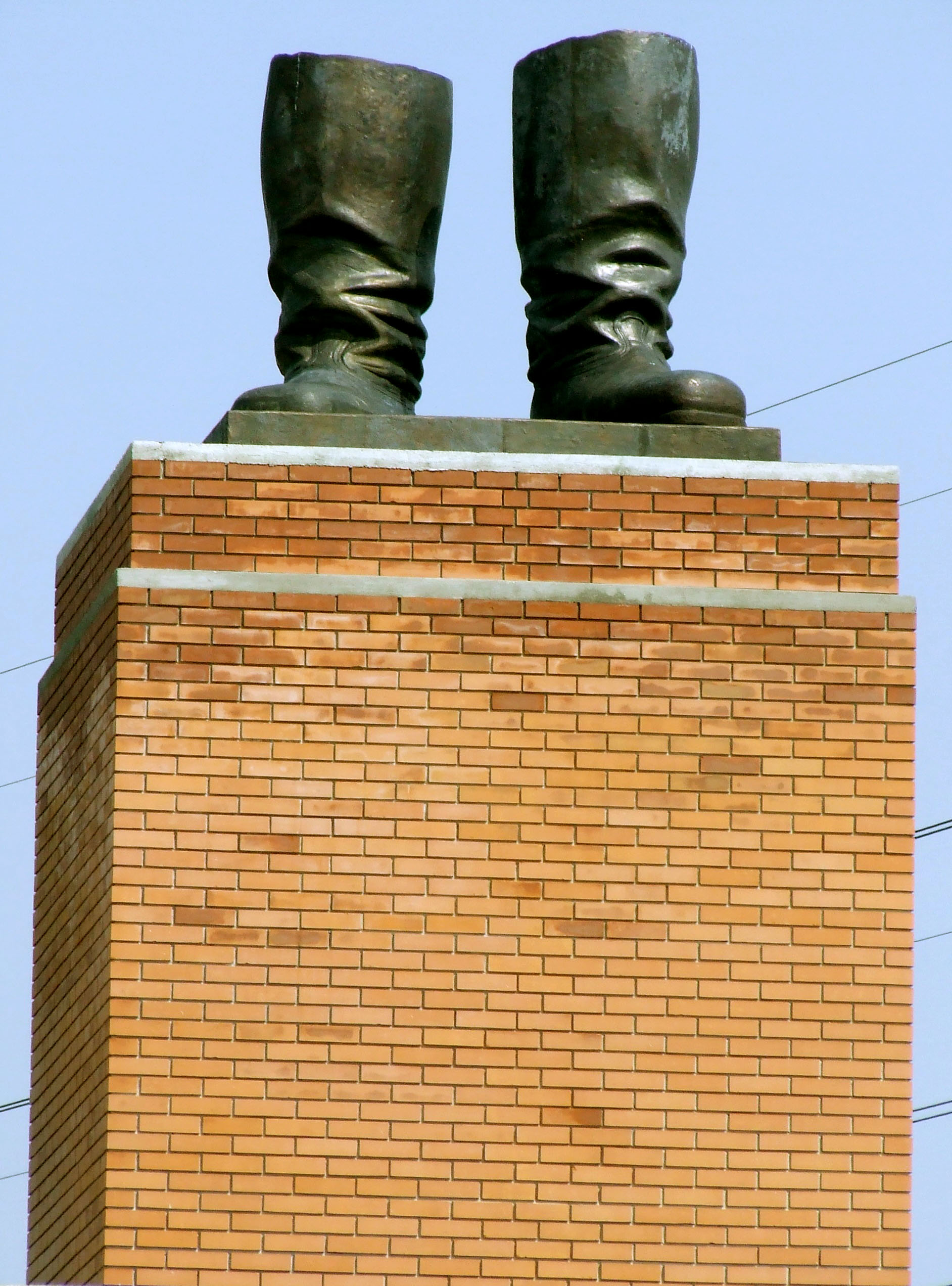
Копія чобіт пам'ятника в Парку Мементо
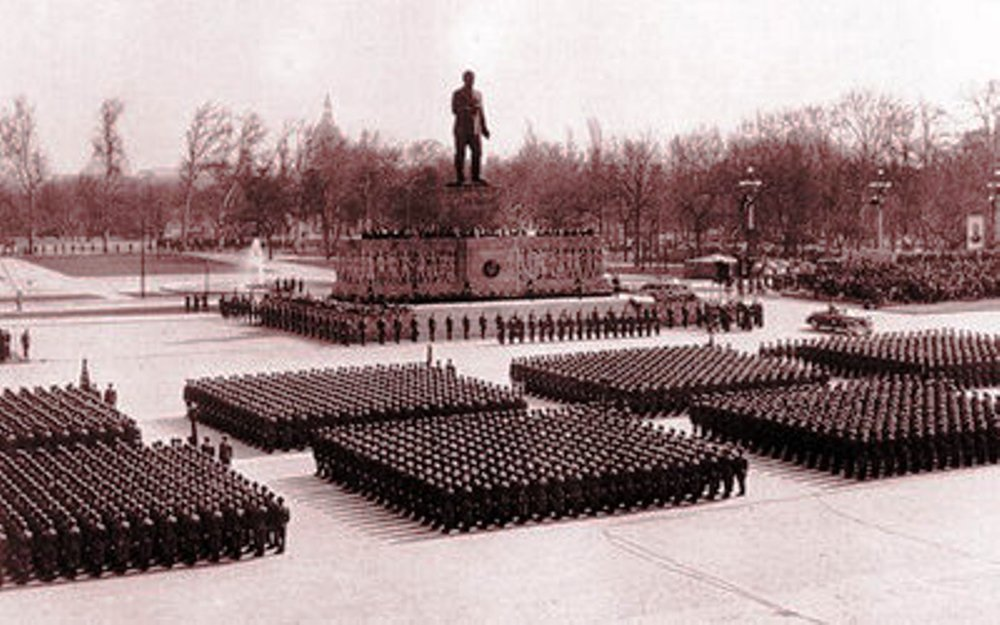
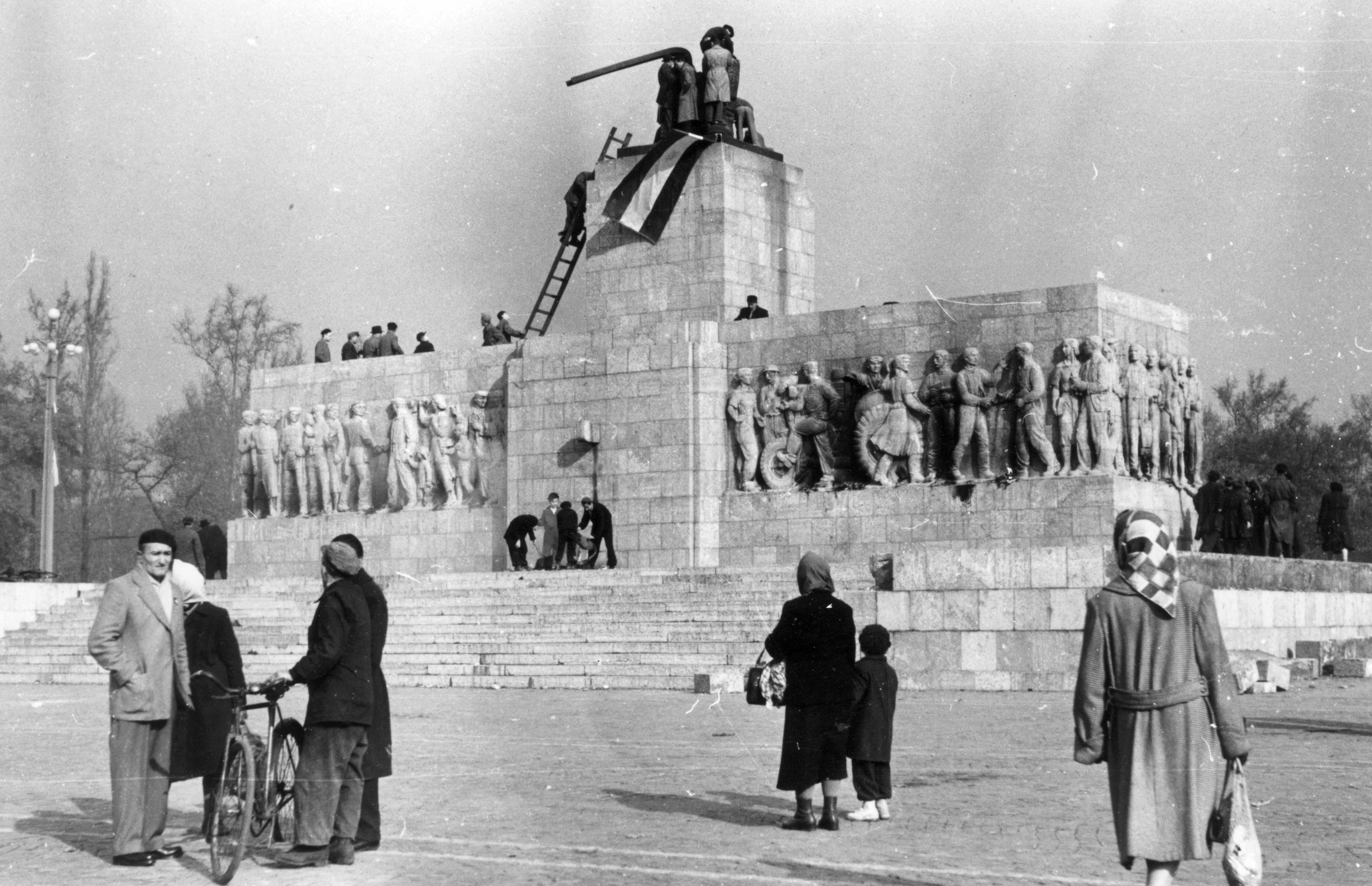
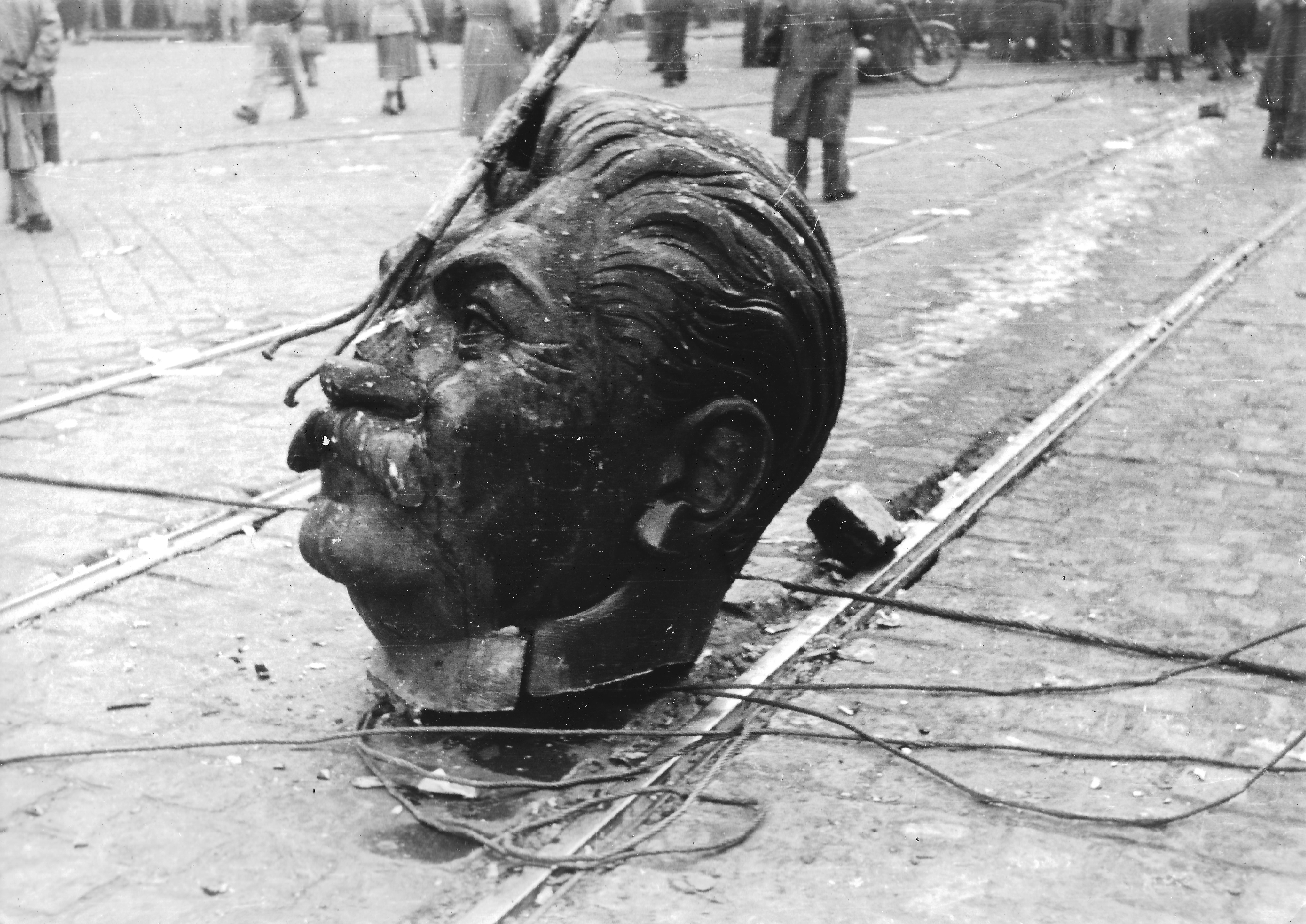